# スカイランドベンチャーズ
スカイランドベンチャーズ株式会社 (Skyland Ventures) は、“The Seed Maker. & Unlearning.”をミッションに掲げ、学生起業から25歳前後まで中心とした若手起業家を対象に投資を行うシードベンチャーキャピタルファンド。

## 沿革
- 2012年8月　スカイランドベンチャーズを現代表の木下慶彦が設立[3]
- 2013年12月　1号ファンドである「Skyland Ventures 1号投資事業有限責任組合」が5億円の調達を完了する[3]
- 2015年12月　 9億円規模の2号ファンド「Skyland Ventures2号投資事業有限責任組合」を設立[4]
- 2018年3月　9.5億円規模の3号ファンド「Skyland Ventures3号投資事業有限責任組合」を設立[5]
- 2022年4月   50億円規模のWeb3特化型ファンド「Skyland Ventures4号投資事業有限責任組合」を設立
- 2023年11月　山陰合同銀行グループと共同で15.5億円規模のアーリーステージに特化したVCファンド『ごうぎん Skyland Next Fund』を設立[6]
- 2025年3月　山陰合同銀行グループと共同運営する『ごうぎん Skyland Next Fund』から株式会社ドライバーテクノロジーズにリード出資したことを発表[7]

## 主な投資先
- ANYCOLOR株式会社
- 株式会社エンジニアのミカタ
- 株式会社ROXX
- 株式会社Branding Engineer
- クラスター株式会社
- 株式会社カイマク
- 株式会社Kawaii AI
- 株式会社ロビンソン・コンサルティング
- 株式会社アイデミー
- 株式会社MEDIX
- 株式会社ウタイテ
- 株式会社ドライバーテクノロジーズ
- 株式会社エイジレス
- 株式会社半導体総合研究所
- 株式会社ノーコード総合研究所
- 株式会社最強